# Pozuelo de Zarzón
Pozuelo de Zarzón est une commune de la province de Cáceres dans la communauté autonome d'Estrémadure en Espagne.